# Quem Quer Ganha
Quem Quer Ganha foi um concurso televisivo produzido pela Endemol e transmitido pela TVI em Portugal. Este programa teve 6 temporadas com 7 cenários diferentes.

## História
Começou a ser emitido a 16 de Junho de 2003 com a apresentação de Iva Domingues. Em Março de 2004 Iva Domingues foi temporariamente substituída por Carlos Ribeiro. A primeira renovação do cenário aconteceu em Setembro de 2005.
Em Abril de 2006 Leonor Poeiras entrou na apresentação deste concurso com o "Quem Quer Ganha - 1ª Edição" que era emitido antes do "Quem Quer Ganha - 2ª edição" apresentado por Iva Domingues (o programa já existente). Poucos meses depois o programa passou à edição inicial e em Novembro de 2006 foi novamente renovado, com jogos de memória.
A partir de Janeiro de 2008 o Quem Quer Ganha começou a ser apresentado alternadamente por Leonor Poeiras e Iva Domingues e em Fevereiro o concurso foi novamente remodelado e voltou ao esquema de jogo original, com palavras.
Em algumas emissões, Manuel Melo substituiu Iva Domingues.
Em Junho de 2008 este concurso passou a ser apenas apresentado por Leonor Poeiras já que Iva Domingues substituiu Cristina Ferreira no programa da manhã da TVI (Você na TV!). A partir de 4 de Agosto de 2008 Teresa Peres juntou-se a Leonor Poeiras na condução do Quem Quer Ganha, em rotatividade.
A 29 de Junho de 2009 este programa estreou novo cenário, novos grafismos, novos jogos e começou a contar com a presença de público em estúdio. Este novo formato foi inspirado no programa francês «Attention à la Marche».
A 25 de Setembro de 2009 Teresa Peres deixou a apresentação do programa, estando apenas Leonor Poeiras à frente do concurso.
A 2 de Novembro de 2009 estreou a 6ª remodelação. Já sem a presença de público, com um novo cenário, novos grafismos e novamente o jogos de palavras a fazerem parte do esquema, com a "Pirâmide Final" como objectivo final, em que os concorrentes podiam ganhar até 4000 euros.
No dia 17 de Fevereiro de 2010 foi entregue o maior jackpot de sempre do programa, no valor de 24 000 euros!
A 6 de Maio de 2010 (no dia de aniversário de Leonor Poeiras) foi entregue o 2º maior jackpot do programa - 19 500 euros!
Nos dias 30 e 31 de Agosto de 2010 a primeira apresentadora, Iva Domingues, voltou à condução do programa.
Sete anos depois, a 17 de Setembro de 2010 foi para o ar o último programa. A última edição do Quem Quer Ganha foi apresentada por Leonor Poeiras e Iva Domingues e contou com concorrentes famosos. 
Agora É Que Conta, de Fátima Lopes, substituiu o Quem Quer Ganha no horário das 17h da TVI.

### Filosofia call-TV
Este concurso foi o primeiro em Portugal com uma filosofia call-TV, através do famoso jogo interactivo. Através do 760 200 300, os telespectadores podiam participar a partir de casa, habilitando-se a ganhar prémios monetários que no início eram mais modestos mas que, com o passar dos anos, tornaram-se maiores e ultrapassando os 10 000 euros.

## Jogos

### Jogos - 1ª Edição (2003 - 2006)
PRIMEIRA VOLTA
- Sílabas Trocadas
- Palavras Cruzadas
- Sopa de Letras

SEMI-FINAL
- Primeira e Última Letras
- Quatro Pistas
- Chuva de Letras

FINAL
- Pirâmide Final

## Apresentadores
- Iva Domingues (16 Junho 2003 - 23 Maio 2008)
- Leonor Poeiras (13 Fevereiro 2006 - 17 Setembro 2010)
- Teresa Peres (4 Agosto 2008 - 25 Setembro 2009)

### Substitutos
- Carlos Ribeiro (Substituto - Março 2004)
- Manuel Melo (Substituto - Abril 2008)